# روژمیتال پود ترمشینم
روژمیتال پود ترمشینم (به چکی: Rožmitál pod Třemšínem) یک منطقهٔ مسکونی و شهرستان دارای شهرک سابقاً روستا در جمهوری چک است که در ناحیه پریبرام واقع شده‌است. روژمیتال پود ترمشینم ۴٬۴۲۷ نفر جمعیت دارد.